# Puente Corneira
Puente Corneira (en gallego y oficialmente, Ponte Corneira) es una aldea española situada en la parroquia de Corneira, del municipio de La Baña, en la provincia de La Coruña, Galicia.

## Demografía
| Gráfica de evolución demográfica de Ponte Corneira entre 2000 y 2018 |
|                                                                      |
| Datos según el nomenclátor publicado por el INE.                     |